# 和田町 (千葉県)
和田町（わだまち）は、かつて千葉県安房郡に存在していた町。旧朝夷郡。館山都市圏に属していた。
平成の大合併に伴い、2006年（平成18年）3月20日に同じ安房郡内の富浦町、富山町、三芳村、丸山町、千倉町、白浜町と新設合併し、南房総市となったため消滅した。

## 地理
房総半島の南部に位置する。
花卉栽培の先駆者で千葉県特産功労者の間宮七郎平がいたことも関係し、温暖な気候を生かした斜面のビニールハウス内での温室栽培などが盛んに行われている。また国内4カ所の一つで関東では唯一の捕鯨基地が町内にあり、沿岸捕鯨でツチクジラとゴンドウクジラの漁を行っており、取れた鯨を利用して出す、料理屋が多く存在する。
また、和田浦海岸は1998年（平成10年）に「日本の水浴場55選」、2001年（平成13年）に「日本の水浴場88選」に選出された。
波乗りには最適であり通年サーファーが多く訪れる。

### 合併前隣接していた自治体
- 鴨川市
- 安房郡：丸山町

「朝夷地区」（あさいちく）は、和田町・丸山町・千倉町・白浜町の計4町一帯の通称名である。

## 歴史
- 1889年（明治22年）4月1日 - 町村制の施行により和田村、真浦村、花園村、柴村、仁我浦村の大部分（外堀地区以外）が合併して朝夷郡和田村が発足。
- 1897年（明治30年）4月1日 - 朝夷郡が安房郡に編入。
- 1899年（明治32年）3月13日 - 町制を施行し和田町（初代）となる。
- 1953年（昭和28年）5月6日 - 昭和天皇が町内に行幸。和田町花卉園を視察[10]。
- 1955年（昭和30年）3月31日 - 北三原村と合併し、改めて和田町（2代目）が発足。
- 1956年（昭和31年）9月1日 - 南三原村の一部（海発の一部、松田、白渚、御原）を分割編入。
- 1981年（昭和56年）7月20日 - 町章を制定する[11]。
- 2006年（平成18年）3月20日 - 富浦町、富山町、白浜町、千倉町、丸山町、三芳村と合併し南房総市を新設[1]。同日和田町廃止。

## 産業
農業
- 花卉

漁業
- 和田漁港

## 交通

### 鉄道
- 東日本旅客鉄道（JR東日本）
  - 内房線：南三原駅 - 和田浦駅

### 道路
- 国道128号

## 学校

### 小学校
- 和田町立和田小学校[12]
- 和田町立南三原小学校[13]
  - 合併前存在していて統廃合されて閉校した小学校
    - 和田町立北三原小学校（2008年4月南三原小学校に統合）

### 中学校
- 和田町立和田中学校

### 高等学校
- 千葉県立安房拓心高等学校

## 観光
- 花嫁街道 - マテバシイの純林も広がる烏場山を通り[14]、南房総地区の山地や海が一望出来る風光明媚な道で[15]、「エコウオーク100選」の一つに選ばれている[16]。
- くすのき（体験型宿泊施設）
- 浜千鳥の歌碑 - 和田浦付近の防風林の一角にある[17]。

## 出身有名人
- 間宮七郎平 - 花卉栽培の先駆者で千葉県特産功労者[3]。